# Пау Кубарсі
Па́у Кубарсі́ Паре́дес (ісп. Pau Cubarsí Paredes; нар. 22 січня 2007, Еспаньйол) — іспанський футболіст, захисник клубу «Барселона» і збірної Іспанії. Олімпійський чемпіон 2024 року.

## Клубна кар'єра
Почав займатися футболом в школі клубу «Жирона», а в липні 2018 року приєднався до академії «Барселони».
Розпочав сезон 2023–24 в резервній команді «Барселона Атлетік». Провів два матчі групового етапу в Юнацькій лізі УЄФА. 19 січня 2024 року дебютував за основну команду «Барселони», вийшовши на заміну Андреасу Крістенсену в матчі 1/8 фіналу Кубка Іспанії проти «Уніоністас де Саламанка», і відзначився першою гольовою передачею. 21 січня дебютував в Ла-Лізі, вийшовши в стартовому складі в матчі проти «Реал Бетіса» Таким чином Ламін Ямаль (16 років і 192 дні) і Пау Кубарсі (16 років і 364 дні) утворили першу в історії чемпіонату Іспанії ланку віком до 17 років.. 12 березня дебютував у Лізі чемпіонів УЄФА у поєдинку 1/8 фіналу проти «Наполі» і у підсумку був визнаний найкращим гравцем матчу. Окрім цього став наймолодшим (17 років, 50 днів) захисником «Барселони» у Лізі чемпіонів, перевершивши рекорд Ектора Форта (17 років і 133 дні проти «Антверпена» в грудні 2023). За підсумками березня 2024 року був визнаний гравцем місяця в Ла-Лізі до 23 років, в якому в трьох поєдинках виходив з перших хвилин, а його команда не пропустила жодного м'яча.
10 квітня 2024 року у поєдинку чвертьфіналу Ліги чемпіонів проти «Парі Сен-Жермен» став наймолодшим (17 років і 79 днів) захисником, який вийшов з перших хвилин у матчі на цій стадії турніру, перевершивши попереднє досягнення Георгія Щенникова (18 років і 338 днів). 9 травня 2024 року продовжив контракт з «Барселоною» до червня 2027 року. Загалом у своєму дебютному сезоні провів 24 поєдинки за «Барселону», ставши гравцем основного складу, а також був номінований на звання молодого гравця (до 23 років) сезону в Ла-Лізі.
11 липня 2024 року офіційно переведений до основного складу «Барселони». 15 жовтня 2024 року англійська газета The Guardian назвала його одним з 60-ти найкращих футболістів світу 2007 року народження. 18 жовтня 2024 року ввійшов у список 25-ти фіналістів на звання «Golden Boy» 2024 року. 28 жовтня того ж року посів 5-те місце в голосуванні на Трофей Копа 2024. 4 січня 2025 року матч Кубка Іспанії проти «Барбастро» став ювілейним, 50-им, у складі «Барселони».
13 лютого 2025 року продовжив контракт з «Барселоною» до 2029 року. 25 лютого 2025 року в матчі Кубка Іспанії проти мадридського «Атлетіко» забив свій перший гол у професіональій кар'єрі. В сезоні 2024–25 допоміг команді оформити «золотий» дубль: виграти Ла-Лігу та Кубок Іспанії. Окрім цього увійшов до символічної команди сезону Ла-Ліги.

## Кар'єра в збірній
Виступав за збірні Іспанії до 15, до 16 і до 17 років. У травні 2023 року в складі збірної до 17 років брав участь в чемпіонаті Європи в Угорщині, де провів усі 5 матчів своєї команди, яка у півфіналі поступилась одноліткам з Франції. В листопаді того ж року був включений в заявку збірної до 17 років для участі в юнацькому чемпіонаті світу 2023 в Індонезії. На турнірі провів 4 матчі, а іспанці дійшли до чвертьфіналу, де поступились німцям.
15 березня 2024 року вперше викликаний до збірної Іспанії головним тренером Луїсом де ла Фуенте для участі в товариських матчах проти збірних Колумбії і Бразилії. 22 березня дебютував за збірну Іспанії в поєдинку з Колумбією, вийшовши на заміну Емеріку Лапорту. Таким чином став наймолодшим (17 років, 60 днів) захисником в історії збірної Іспанії та 15-им гравцем команди, що дебютував під керівництвом Луїса де ла Фуенте. Окрім цього також став другим наймолодшим дебютантом збірної після Ламіна Ямаля (16 років і 57 днів), перевершивши на два дні рекорд Гаві (17 років і 62 дні).
27 травня 2024 року був включений до попередньої заявки збірної Іспанії для участі в матчах фінальної частини чемпіонату Європи 2024 в Німеччині. 5 червня в товариському поєдинку проти збірної Андорри вперше відзначився результативною передачею за збірну Іспанії. Таким чином у віці 17 років і 135 днів став другим наймолодшим автором гольової передачі за збірну Іспанії. 7 червня до остаточної заявки збірної Іспанії не потрапив.
26 червня 2024 року потрапив до заявки олімпійської збірної Іспанії для участі в матчах футбольного турніру на літніх Олімпійських іграх 2024 в Парижі. На олімпійському турнірі зіграв у матчах групового етапу проти збірних Узбекистану і Домініканської Республіки, а також у чвертьфіналі проти Японії та у півфіналі проти Марокко. Грав у фінальному матчі проти збірної Франції (5–3), допомігши своїй команді здобути золоті медалі.

## Статистика виступів

### Клубна статистика
Станом на 25 травня 2025 
| Клуб              | Сезон             | Чемпіонат           | Чемпіонат | Чемпіонат | Кубок | Кубок | Єврокубки | Єврокубки | Інші  | Інші | Всього | Всього |
| Клуб              | Сезон             | Дивізіон            | Матчі     | Голи      | Матчі | Голи  | Матчі     | Голи      | Матчі | Голи | Матчі  | Голи   |
| ----------------- | ----------------- | ------------------- | --------- | --------- | ----- | ----- | --------- | --------- | ----- | ---- | ------ | ------ |
| Барселона Б       | 2023–24           | Прімера Федерасьйон | 9         | 0         | —     | —     | —         | —         | 0     | 0    | 9      | 0      |
| Барселона         | 2023–24           | Ла-Ліга             | 19        | 0         | 2     | 0     | 3         | 0         | 0     | 0    | 24     | 0      |
| Барселона         | 2024–25           | Ла-Ліга             | 35        | 0         | 6     | 1     | 13        | 0         | 2     | 0    | 56     | 1      |
| Барселона         | Всього            | Всього              | 54        | 0         | 8     | 1     | 16        | 0         | 2     | 0    | 80     | 1      |
| Всього за кар'єру | Всього за кар'єру | Всього за кар'єру   | 63        | 0         | 8     | 1     | 16        | 0         | 2     | 0    | 89     | 1      |

1. 1 2  Матчі в Лізі чемпіонів УЄФА
2. ↑  Матчі в Суперкубку Іспанії

### Міжнародна статистика
Станом на 20 березня 2025 
| Збірна            | Сезон             | Товариські | Товариські | Офіційні | Офіційні | Всього | Всього |
| Збірна            | Сезон             | Матчі      | Голи       | Матчі    | Голи     | Матчі  | Голи   |
| ----------------- | ----------------- | ---------- | ---------- | -------- | -------- | ------ | ------ |
| Іспанія           |                   |            |            |          |          |        |        |
| 2024              | 3                 | 0          | 2          | 0        | 5        | 0      |        |
| 2025              | 0                 | 0          | 1          | 0        | 1        | 0      |        |
| Всього за кар'єру | Всього за кар'єру | 3          | 0          | 3        | 0        | 6      | 0      |

### Матчі за збірну
Станом на 20 березня 2025 
| Матчі Пау Кубарсі за збірну Іспанії | Матчі Пау Кубарсі за збірну Іспанії | Матчі Пау Кубарсі за збірну Іспанії | Матчі Пау Кубарсі за збірну Іспанії | Матчі Пау Кубарсі за збірну Іспанії | Матчі Пау Кубарсі за збірну Іспанії | Матчі Пау Кубарсі за збірну Іспанії | Матчі Пау Кубарсі за збірну Іспанії |
| №                                   | Дата                                | Суперник                            | Рахунок                             | Голи                                | Картки                              | Хвилини                             | Змагання                            |
| ----------------------------------- | ----------------------------------- | ----------------------------------- | ----------------------------------- | ----------------------------------- | ----------------------------------- | ----------------------------------- | ----------------------------------- |
| 1                                   | 22 березня 2024                     | Колумбія                            | 0–1                                 |                                     |                                     | 7'                                  | Товариський матч                    |
| 2                                   | 26 березня 2024                     | Бразилія                            | 3–3                                 |                                     |                                     | 9'                                  | Товариський матч                    |
| 3                                   | 5 червня 2024                       | Андорра                             | 5–0                                 |                                     |                                     | 45'                                 | Товариський матч                    |
| 4                                   | 15 жовтня 2024                      | Сербія                              | 3–0                                 |                                     |                                     | 8'                                  | Ліга націй УЄФА 2024–25 (А)         |
| 5                                   | 18 листопада 2024                   | Швейцарія                           | 3–2                                 |                                     |                                     | 90'                                 | Ліга націй УЄФА 2024–25 (А)         |
| 6                                   | 20 березня 2025                     | Нідерланди                          | 2–2                                 |                                     |                                     | 41'                                 | Ліга націй УЄФА 2024–25 (плей-оф)   |

Всього: 6 матчів / 0 голів; 3 перемоги, 2 нічиї, 1 поразка.

## Досягнення
«Барселона»
- Чемпіон Іспанії: 2024–25[61]
- Володар Кубка Іспанії: 2024–25[62]
- Володар Суперкубка Іспанії: 2024[63]

Збірна Іспанії (олімп.)
- Олімпійський чемпіон: 2024[64]

Особисті досягнення
- Команда сезону Ла-Ліги: 2024–25
- Гравець місяця Ла-Ліги (до 23 років): березень 2024[65]